# Bajo Sabugo
Bajo Sabugo (spanisch) ist eine felsige Untiefe an der Ostseite von Enterprise Island vor der Danco-Küste des Grahamlands auf der Antarktischen Halbinsel. Sie liegt unmittelbar südlich des südwestlichen Ausläufers von Pythia Island inmitten der Einfahrt zum Gouvernøren Harbor.
Wissenschaftler der 15. Chilenischen Antarktisexpedition (1960–1961) benannten sie nach Korvettenkapitän Jorge Sabugo Silva, der an dieser Forschungsreise beteiligt war.